# Salento

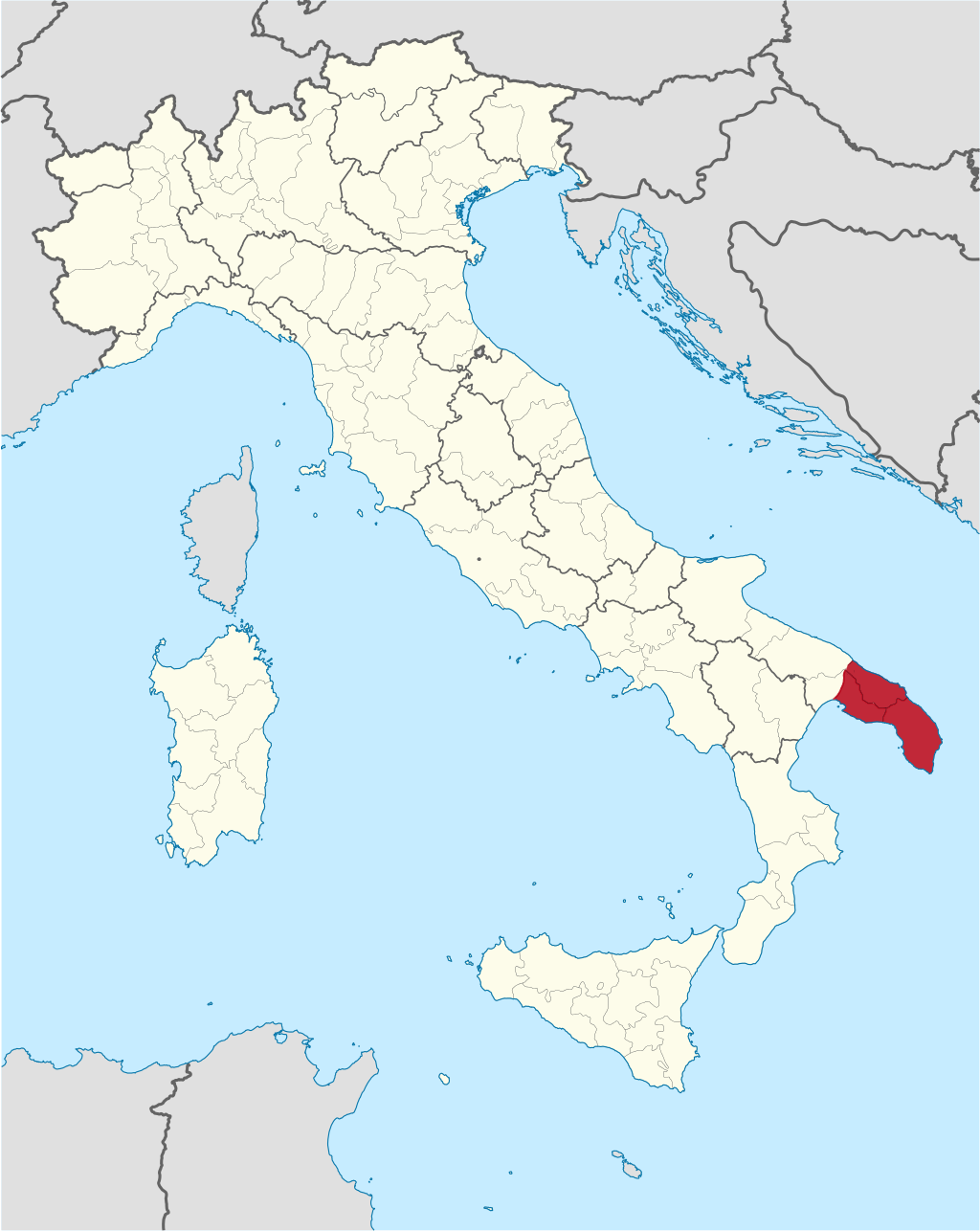
Salento fekvése Olaszországban

Salento vagy Salentói-félsziget Olaszország Puglia régiójának délkeleti részét foglalja el. Fekvése miatt gyakran az olasz csizma sarkának nevezik (tacco d'Italia). Területén három megye, Brindisi, Lecce és Taranto osztozik.

## Nevének eredete
Salento nevének eredetéről két hipotézis létezik. Az első feltételezés szerint a rómaiaktól származik, akik saleként emlegették, miután (félszigeti jellegéből adódóan) három oldalról sósvízű tenger határolta. A Tarantói-öböl partján élő lakosokat pedig szalentinusoknak nevezték. Neve eredetének egy másik magyarázata Sztrabón görög történetírótól származik, aki szerint Salenzia városából származó krétaiak telepedtek meg a vidéken.

## Fekvése

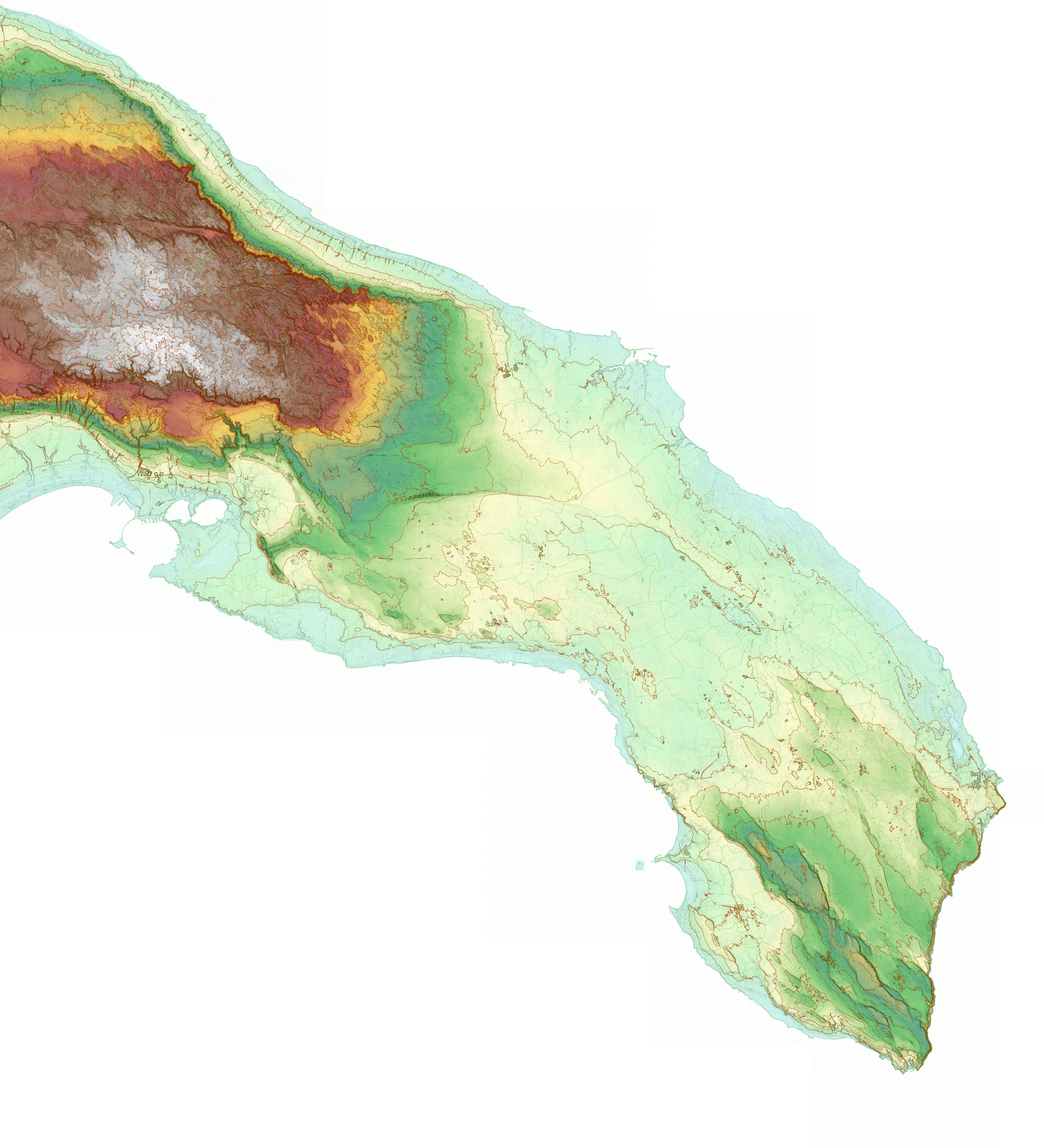
Domborzati térképe

A Salentói-félsziget egy mészkőfennsík, amely az Adriai-tengert választja el a Jón-tengertől. A Taranto és Ostuni városok között húzódó medence választja el a pugliai Murge-fennsíktól. Délkeleti végében a Serre Salentine dombság fekszik. Keleti részén található az Otrantói-fok, mely Olaszország legkeletibb pontja. Déli vége a Santa Maria di Leuca-fok.
Elsősorban keleti és déli meredek partvonalán számos karsztbarlang található. Ez a tengerpart a Costa Otranto - Santa Maria di Leuca e Bosco di Tricase Regionális Park része.

## Történelme
A vidék első lakói a messzápok függetlenek voltak Magna Graecia görög városaitól, elsősorban Tarastól és a lukániaiakkal szövetkezve gyakran álltak hadban ezekkel. A messzápok a római hódítások után is részleges függetlenségben éltek, mivel a római utak (Via Traiana, Via Appia) elkerülték területüket, amely így stratégiailag jelentéktelennek bizonyult. A Római Birodalom után a terület birtoklásáért a Bizánci Birodalom és a longobárdok versengtek. Ez utóbbiak a 8. században az Otrantói Hercegséghez csatolták. A 9-10. században az Észak-Afrikából érkező szaracénok többször is kifosztották az itt található településeket. 1068-ban a normannok a Tarantói Hercegséghez csatolták. 1480-ban a törökök szállták meg, akik a 16. század elejéig többször is visszatértek Salento településeit fosztogatni. 1860-ban az Olasz Királyság része lett, majd 1865-ben megalapították Lecce megyét az egykori Otrantói Hercegség területén, a félsziget északi részét pedig felosztották Brindisi és Taranto megyék között.

## Nyelvi hagyományok
Salento területén elsősorban az szicíliai nyelv egyik dialektusát, a salentóit beszélik. Északnyugati részén, Taranto városának környékén pedig a tarantói dialektust, ami viszont már a nápolyi nyelv egyik nyelvjárása. Ostuni környékén kis számban beszélik a bari dialektust is, amely szintén a nápolyi nyelv nyelvjárása. Számos településen mai is beszélik a görög nyelv egyik dialektusát a grikó nyelvet, amely a vidék erős görög, Magna Graecia idejéből származó hagyományaira vezethető vissza. Salento vidékén jelentős arberes kisebbség él, amely az albán nyelv egy archaikus dialektusát, az arberes nyelvet beszéli.

## Települései
- Lecce megyében:

Acquarica del Capo, Alessano, Alezio, Alliste, Andrano, Aradeo, Arnesano, Bagnolo del Salento, Botrugno, Calimera, Campi Salentina, Cannole, Caprarica di Lecce, Carmiano, Carpignano Salentino, Casarano, Castri di Lecce, Castrignano de’ Greci, Castrignano del Capo, Castro, Cavallino, Collepasso, Copertino, Corigliano d’Otranto, Corsano, Cursi, Cutrofiano, Diso, Gagliano del Capo, Galatina, Galatone, Gallipoli, Giuggianello, Giurdignano, Guagnano, Lecce, Lequile, Leverano, Lizzanello, Maglie, Martano, Martignano, Matino, Melendugno, Melissano, Melpignano, Miggiano, Minervino di Lecce, Monteroni di Lecce, Montesano Salentino, Morciano di Leuca, Muro Leccese, Nardò, Neviano, Nociglia, Novoli, Ortelle, Otranto, Palmariggi, Parabita, Patù, Poggiardo, Porto Cesareo, Presicce, Racale, Ruffano, Salice Salentino, Salve, San Cassiano, San Cesario di Lecce, San Donato di Lecce, San Pietro in Lama, Sanarica, Sannicola, Santa Cesarea Terme, Scorrano, Seclì, Sogliano Cavour, Soleto, Specchia, Spongano, Squinzano, Sternatia, Supersano, Surano, Surbo, Taurisano, Taviano, Tiggiano, Trepuzzi, Tricase, Tuglie, Ugento, Uggiano la Chiesa, Veglie, Vernole, Zollino.
- Brindisi megyében:

Brindisi, Carovigno, Cellino San Marco, Ceglie Messapica, Erchie, Francavilla Fontana, Latiano, Mesagne, Oria, Ostuni, San Donaci, San Michele Salentino, San Pancrazio Salentino, San Pietro Vernotico, San Vito dei Normanni, Torchiarolo, Torre Santa Susanna, Villa Castelli.
- Taranto megyében:

Avetrana, Carosino, Faggiano, Fragagnano, Grottaglie, Leporano, Lizzano, Manduria, Maruggio, Monteiasi, Montemesola, Monteparano, Pulsano, Roccaforzata, San Giorgio Ionico, San Marzano di San Giuseppe, Sava, Taranto, Torricella.